# Ian Grey
Ian Grey, né le 5 mai 1918 en Australie et mort le 5 juin 1996 est un historien de la Russie.

## Biographie
Il commence sa carrière comme avocat, membre du barreau de Nouvelle-Galles du Sud (New South Wales Bar). En 1941, il s'engage dans la marine australienne. Il est détaché auprès du service de renseignement naval (Naval Intelligence) de l'amirauté de Londres, puis affecté en Union soviétique comme officier. Il sert pendant deux ans et demi en Russie du nord, dont un an en tant qu'officier de liaison britannique sur des destroyers de la marine soviétique en Arctique. 
Il est l'auteur de nombreux livres sur l'histoire de la Russie (rarement traduits en français).